# Dansville (Steuben County, New York)
Dansville ist eine Town im Steuben County des US-Bundesstaats New York in den Vereinigten Staaten von Amerika. Innerhalb der Town befindet sich der Weiler South Dansville, während das einwohnerstärkere Dorf Dansville in der direkt nördlich benachbarten Town North Dansville liegt.

## Geographie
Dansville liegt in einer durch Gletscher geformten Landschaft. Der nordwestliche Teil der Town liegt in einem breiten Tal, das Richtung Nordwesten sanft zum etwa 20 km entfernten Genesee River abfällt. Der Rest der Town ist von Hügeln und kleineren, teils landwirtschaftlich genutzten, teils tief eingeschnittenen Tälern geprägt. Eines der schluchtartigen Täler bildet den Kern des 1928 gegründeten Stony Brook State Park im Nordosten des Towns.
Auf dem Gebiet der Town liegen keine Villages und Census-designated places. Größte zusammenhängende Siedlungen sind die Weiler South Dansville, Beachville und Rogersville.
Die benachbarten Towns sind Wayland im Norden und Osten, Fremont im Südosten, Hornellsville im Süden, Burns im Osten sowie North Dansville im Norden. Burns liegt im Allegany County, North Dansville im Livingston County, die übrigen Towns im Steuben County.

## Geschichte
Ab Ende des 18. Jahrhunderts siedelten europäische Einwanderer bzw. deren Nachfahren im damals dicht bewaldeten Gebiet nördlich des heutigen Dansville. Daniel P. Faulkner aus einer im 17. Jahrhundert von Sachsen nach Nordamerika ausgewanderten Familie gründete 1795 einen Laden und ein Sägewerk im Bereich des heutigen North Dansville. Der 1796 zum ersten Mal offiziell erwähnte Name Dansville wird auf ihn zurückgeführt.
Das Dorf Dansville lag bei seiner Gründung vollständig im Steuben County, das 1796 als Verwaltungseinheit eine Town Dansville gründete, die zunächst mehrere 100 m2 Fläche umfasste. 1812 wurden Teilgebiete im Osten bzw. Südosten in die neu gegründeten Towns Cohocton und Howard abgetreten. 1822 wurde der nordwestlichste Teil des Steuben Countys, und damit der nordwestlichste Teil der Town Dansville einschließlich des Dorfs Danville dem im Vorjahr gegründeten Livingston County zugeschlagen. Weitere Stücke der Town Dansville wurden 1848 bzw. 1854 in die neu gegründeten Towns Wayland und Fremont ausgegliedert.
Vom Ende des 19. Jahrhunderts bis 1947 führte die Hauptstrecke der Pittsburg, Shawmut and Northern Railroad durch das Gebiet der Town. Ein Bahnhof befand sich in Rogersville.
Seit Ende der 1960er-Jahre führt Interstate 390 Rochester–Avoca (I 86) durch das nördliche Ortsgebiet.